# Athena Chalkioikos
Athena Chalkioikos (altgriechisch Ἀθάνα Χαλκίοικος) ist die antike volkstümliche Bezeichnung für die Stadtgöttin von Sparta, die Athena Poliuchos („Stadtbewahrerin“). Der Ausdruck bedeutet so viel wie „Athena des Hauses aus Erz“ und rührt von dem Tempelumbau oder -neubau des einheimischen Architekten, Bronzegießers und Dichters Gitiades, der um die Mitte des 6. Jahrhunderts das Gebäude mit Platten aus Erz (wohl Kupfer oder Bronze) ausschmückte, die mit in das Metall getriebenen mythologischen Szenen verziert waren. Ferner schuf er ein neues Standbild der Göttin aus Erz (oder metallbeschichtetem Holz) und dichtete einen Hymnos zu ihrer Lobpreisung.
Die Tempelanlage, zu der verschiedene Nebengebäude gehörten, stand auf der höchsten Stelle des in der Moderne als Akropolis bezeichneten Hügels im Norden des Stadtgebiets Spartas.
Der Bezirk der Athena Chalkioikos war ein Asyl, das mehrmals durch hochrangige Personen in Anspruch genommen wurde. So floh Pausanias, der siegreiche Feldherr von Platäa, nach seinem zweiten Prozess in ein Nebengebäude, als ihm bekannt wurde, dass er erneut verhaftet und (vermutlich wegen Medismos) angeklagt werden sollte. Die Eingänge des Tempels wurden zugemauert, bis Pausanias den Hungertod erlitten hatte. König Leonidas II., der 242 v. Chr. im Tempel Asyl suchte, als er in den Wirren der radikalen Reformversuche ins Räderwerk der Verleumdungen und Anklagen geriet und den die Volksversammlung abgesetzt hatte, wurde im darauffolgenden Jahr wieder als König eingesetzt.
Der Tempel der Athena Chalkioikos war eines der wichtigsten Heiligtümer Spartas und bestand (spätestens) seit dem 8. Jahrhundert v. Chr. bis mindestens ins 2. Jahrhundert n. Chr. Die modernen Ausgrabungen legten nur wenige Überreste frei, darunter auch einige unverzierte Bronzeplatten.